# サポルト! 木更津女子サポ応援記
『サポルト! 木更津女子サポ応援記』（サポルト! きさらづじょしサポおうえんき）は、高田桂による日本のサッカー漫画。コミック配信サイト『コミック アース・スター』（アース・スター エンターテイメント）にて、2016年2月26日配信分より連載され、2017年6月9日配信分で「第一部完」となった。

## 概要
千葉県木更津市を舞台に、地元のサッカークラブを応援する女子高生サポーターの姿を描いたサッカー漫画。連載当初は『ウルトラス! 木更津女子サポ応援記』というタイトルだったが、諸般の事情により2016年5月23日付けで改題された。
なお、作者の高田自身は東京ヴェルディのサポーターであり、2008年からスタジアムに通っているが、「主につらい記憶ばかりが先立ちますが、（中略）この作品が、愛すべきサッカースタジアムという場所への恩返しになれば幸いです」と評している。
単行本第1巻の出版を記念して声優の田村ゆかりの担当によるプロモーション・ビデオが製作され、Jリーグチェアマンの村井満から推薦文が寄せられた。

## ストーリー
高校生の室町花子は寂れた木更津の街や地元の不良を嫌い、都会の生活に憧れを抱いている。そんなある日、クラスメイトの佐橋風夏と街中で偶然出会い、地元のサッカークラブ 「木更津FC」の試合に連れてこられる。この試合を通じてサポーターの魅力に惹かれた花子は、風夏や帰国子女の熊倉あゆみと共にスタジアムに通うようになる。

## 登場人物

### 主要人物
幕張SCとの試合後にノブからバリ3トリオと命名されており、木更津ゴール裏にも浸透している。
室町 花子（むろまち はなこ）
この作品の主人公。市立木更津商業高校の2年生。通称「ムー子」。
平凡な学生だが、地元を離れ東京で華やかな生活を送ることを夢見ている。クラスメイトで木更津サポーターの風夏や帰国子女のあゆみと知り合って以来、行動を共にしている。サポーターのヤンキーの集会のような雰囲気や、人前で大声を出すことに気後れをしていたが、二人の後押しもあり少しずつ馴染んでいく。
佐橋 風夏（さはし ふうか）
市立木更津商業高校の2年生。通称「風夏」。木更津FCのコアサポーター。作中終盤ではとある事情により、コールリーダーをしている。
荒々しい性格で、学校では素行不良の問題児として通っているが、木更津FCに対する愛着は強い。兄の千春の影響でサポーターを始め彼を「ちーにぃ」と呼び慕っていたが、現在は互いに距離を置いている。
熊倉 あゆみ（くまくら あゆみ）
市立木更津商業高校の2年生。イギリスからの帰国子女。
長身でスタイルもいいが、天然気味の性格で「ヘンな人」と思われている。父親の仕事の都合で子供の頃から転居を繰り返していることから、自分の中に「地元がない」と感じている。花子と同様にスタジアム観戦の経験はなかったが、その場を楽しもうという気持ちが強く早くから馴染んでいる。

### 木更津FC
千葉県木更津市を本拠地とするサッカークラブ。かつては1部リーグで優勝経験のある強豪だったが、5年前に2部リーグに降格して以来、1部リーグに復帰することができずにいる。近年はスポンサーも撤退し、観客も離れ、貧乏クラブと称されている。ホームスタジアム「ボンコスタジアム木更津」（収容人数1万5千人）のモデルはニッパツ三ツ沢球技場。

#### サポーター・関係者
「ウルトラキサラヅ」「木更津ラブラブ連」といった4～5ほどのゴール裏団体が存在しており、作中時点では歴史も古く、人数も多い「ウルトラキサラヅ」が応援を仕切っている。
過去には「ギガンテ・ブランコ（通称GB）」という海外のウルトラに感化された過激な応援スタイルの団体も存在していたが、クラブ史上初の2部降格が決まった5年前のホーム最終戦でピッチに乱入、選手や関係者と揉みあいになる事件を起こして現在は解散している。
延清 隆俊（のぶきよ たかとし）
ゴール裏サポーター団体・ウルトラキサラヅのリーダーで木更津ゴール裏の応援を取り仕切っている。通称「ノブ」。普段は市内で洋菓子店の店長をしている。
マーボさん
木更津FCのコアサポーター。ウルトラキサラヅ所属。サングラスにピアス、髭面に坊主頭と強面の風貌だが、妻の京子には頭が上がらない様子。風夏や千春とは古くからの知り合いで、彼女からは「金田東の暴走夫婦」と呼ばれている。よくバリ3トリオ(千葉ダービーでは幕張サポ3人組も含む)にスタジアムグルメを御馳走しているので出費が絶えない。
佐橋 千春（さはし ちはる）
風夏の兄で大学生。東京の大学サッカー部に所属。
木更津FCの下部組織出身だが、トップチーム昇格はならず推薦で大学に進学。小学校に上がる前から木更津FCのゴール裏に出入りする生粋のコアサポーターでもあるが、妹とは対照的に穏やかな性格。
五十川社長（いそがわ）
木更津FCのスポンサー「うちぼう屋」の女社長。木更津FCのファンでもあった夫（先代社長）の意向もあり、長年クラブへの支援を続けている。
トムさん
初代GBのリーダー。5年前の事件で永久出禁を受けている。

#### 選手
桜井 良太（さくらい りょうた）
ポジションはDF（センターバック）。背番号3。25歳。埼玉県出身。
センターバックとしては身長が低く身体は強くはないが、視野の広さと状況判断に長けている。劇中の幕張とのダービーでは1点差に詰め寄るゴールを決めている。
山井 比呂（やまい ひろ）
ポジションはMF。背番号10。33歳。大阪府出身。
元日本代表。飄々とした性格でキープ力に長けており、二人掛かりでもボールを奪われない。劇中の幕張とのダービーでは一時は同点となるゴールを決めている。過去に大阪センテナリオFCに所属していた。
安藤 知哉（あんどう ともや）
ポジションはMF（ボランチ）。背番号16。20歳。木更津市出身。
木更津FCの下部組織出身で風香の兄・千春とは同級生。U-15の頃から世代別代表に選ばれ続けており、木更津ユースの最高傑作と呼ばれているがムラが激しく、大阪センテナリオFC戦では前半だけでPKとオウンゴールを献上するも、後半だけでハットトリックを達成している。

### 幕張SC
千葉県千葉市を本拠地とするサッカークラブ。創設から10年目を迎えるなど歴史は浅いが、千葉県リーグから順当に成績を伸ばして2年前に2部リーグに昇格。前年度は木更津FCを上回るリーグ4位の成績を残し、成績不振の続く木更津とは対照的に1部リーグ昇格も視野に入れている。
綿貫 里穂（わたぬき りほ）
幕張葉和高校の生徒。幕張SCのサポーター。
元々は木更津の出身で風夏とは幼馴染だったが、中学進学の際に千葉市に引っ越し、幕張のサポーターになった。普段は強気な姿勢で振る舞っており、風夏とは応援するクラブ同士がライバル関係にあることから何かと張り合っているが、実は仲良し。名前をもじってタヌキと呼ばれることが苦手。髪型はツインテール。
加藤 依央里（かとう いおり）
幕張葉和高校の生徒。通称「いおりん」。幕張SCのサポーター。
前節の試合展開や戦術変更のおさらいを欠かせない、賢そうなサポーター。メガネっ娘。
寺坂 涼（てらさか りょう）
幕張葉和高校の生徒。通称「おりょう」。幕張SCのサポーター。
寡黙でマイペースだが、サッカー経験者で地元のサッカー少年団に在籍していた。

## コラボレーション
2016年9月25日、東京スタジアムで行われたJ2リーグ第33節・東京ヴェルディ対ジェフユナイテッド千葉戦において本作品とのコラボレーション企画が実施された。事前に女子サポーター限定の特典付きのコラボチケットが販売され、試合当日はマフラーやTシャツといったコラボグッズの販売やホーム側ゴール裏でのサポーター体験などの企画が催された。

## 書誌情報
- 高田桂『サポルト! 木更津女子サポ応援記』アース・スター エンターテイメント〈アース・スター コミックス〉、全3巻
  1. 2016年7月12日発売[19] ISBN 978-4-8030-0929-3
  2. 2016年12月12日発売[20] ISBN 978-4-8030-0975-0
  3. 2017年6月12日発売[21] ISBN 978-4-8030-1042-8